# Stora orkanen i Nordamerika 1635
Den Stora orkanen i Nordamerika 1635 (engelska: Great Colonial Hurricane of 1635) var en orkan som slog mot Virginia i augusti 1635 och sedan fortsatte in i New England. Orkanen siktades först den 24 augusti 1635 i  Jamestown, Virginia. där dock inga skador rapporterades.

### Fotnoter
1. ↑  Seventeenth Century Virginia Hurricanes